# نووو سلو (استان ویدین)
نووو سلو (به بلغاری: Novo Selo) منطقه‌ای مسکونی در بلغارستان است که در استان ویدین واقع شده‌است. نووو سلو  ۱٬۲۱۷ نفر جمعیت دارد و ۴۴ متر بالاتر از سطح دریا واقع شده‌است.